# 15-ös villamos (München)
A müncheni 15-ös jelzésű villamos a Max-Weber-Platz és Großhesseloher Brücke között közlekedik, a 25-ös villamos kiegészítése céljából.

## Útvonala
| Großhesseloher Brücke felé | Max-Weber-Platz felé |
| --- | --- |
| Max-Weber-Platz - Max-Weber-Platz - Kirchenstraße - Johannisplatz - Metzgerstraße - Milchstraße - Steinstraße - Franziskanerstraße - Regerplatz - Regerstraße - Tegernseer Landstraße - Grünwalder Straße - Geiselgasteigerstraße - Großhesseloher Brücke | Großhesseloher Brücke - Geiselgasteigerstraße - Grünwalder Straß - Tegernseer Landstraße - Regerstraße - Regerplatz - Franziskanerstraße - Steinstraße - Milchstraße - Metzgerstraße - Johannisplatz - Max-Weber-Platz (Johannisplatz) |

## Megállóhelyei
Az átszállási kapcsolatok között az azonos útvonalon közlekedő 25-ös villamos nincsen feltüntetve.

| Menetidő (perc) | Megállóhely                      | Menetidő (perc) | Átszállási kapcsolatok |
| --------------- | -------------------------------- | --------------- | ---------------------- |
| 0               | Max-Weber-Platz végállomás       | ∫               | , 190 , 191 , X30      |
| 2               | Max-Weber-Platz (Johannisplatz)  | 23              | , 190 , 191 , X30      |
| 3               | Wörthstraße                      | 21              |                        |
| 5               | Rosenheimer Platz                | 19              | ,                      |
| 7               | Regerplatz                       | 17              | 62                     |
| 9               | Ostfriedhof                      | 15              | X30                    |
| 12              | Silberhornstraße                 | 13              | , 58 , X30             |
| 13              | Tegernseer Landstraße            | 11              | 54 , X30               |
| 15              | Wettersteinplatz                 | 10              |                        |
| 16              | Kurzstraße                       | 8               |                        |
| 17              | Südtiroler Straße                | 7               |                        |
| 18              | Tiroler Platz                    | 6               |                        |
| 19              | Authariplatz                     | 5               |                        |
| 20              | Theodolindenplatz                | 4               |                        |
| 21              | Klinikum Harlachin               | 3               | 139                    |
| 23              | Menterschwaige                   | 1               |                        |
| 24              | Großhesseloher Brücke végállomás | 0               |                        |